# Principios del aprendizaje
Los psicólogos educativos y pedagogos han identificado varios principios didácticos también conocidos como leyes de aprendizaje, que son generalmente aplicables a este proceso. 
Estos principios han sido descubiertos, probados, y utilizados en situaciones prácticas y proporcionan una idea acerca de las formas en que las personas aprenden de manera efectiva. 
Edward Thorndike desarrolló las primeras tres "Leyes de aprendizaje": 
Disposición, Ejercicio y Efecto. 
Desde que Thorndike definió sus tres leyes básicas en los inicios del vigésimo siglo, cinco principios adicionales han sido añadidos: 
Primacía, Recencia, Intensidad, Libertad y Requisito.
La mayoría de estos principios son ampliamente aplicados en instrucción aeroespacial, y algunos de estos en muchos otros campos, como es señalado a seguir:

## Principio de la Disposición
La disposición implica un nivel de concentración y deseo.
Un individuo aprende mejor cuando está preparado de manera física, mental y emocional para ello, siendo lo opuesto si no ve ninguna razón para hacerlo. 
Lograr que los estudiantes estén preparados para aprender, crear interés demostrando los beneficios del trabajo, y proporcionar un reto mental o físico continuo, son por lo general las responsabilidades de un profesor. 
Si los estudiantes tienen un propósito sólido, un objetivo claro, y una razón definida para aprender algo,  presentan un mayor progreso que si carecen de motivación. 
En otras palabras, cuando el alumno está listo para aprender, se conecta fácilmente con el trabajo del profesor al menos hasta la mitad, simplificando el trabajo.
Ya que aprender es un proceso activo, los estudiantes deben tener descanso suficiente, buena salud y una capacidad física adecuada. 
Las necesidades básicas de los estudiantes tienen que estar satisfechas para poder ser capaces de aprender, esto quiere decir que los estudiantes que estén agotados o enfermos no puede aprender mucho. 
Si están distraídos por responsabilidades exteriores, intereses, o preocupaciones, si tienen horarios saturados, u otros asuntos irresolutos, los estudiantes pueden tener poco interés en aprender.
Por ejemplo,  podemos identificar la situación de un examen académico de una institución, en la que por asegurar notas buenas se genera una disposición mental y emocional en los estudiantes para realizar un mayor esfuerzo al adquirir conocimiento.

## Principio del Ejercicio
El principio de ejercicio declara que aquellas cosas que se repiten más a menudo son más memorables.
Es la base de simulacro y práctica. 
Ha sido comprobado que los estudiantes aprenden más y retienen la información por más tiempo cuando tienen prácticas significativas con repetición. 
La clave aquí es que la práctica tiene que ser significativa para el estudiante.
Es claro que la práctica lleva al progreso sólo cuando es seguida por una respuesta positiva.
La memoria humana es falible. La mente raramente puede retener, evaluar, y aplicar prácticas o conceptos nuevos después de una sola exposición.
Los estudiantes no aprenden tareas complejas en una sola sesión. Estos aprenden aplicando lo que se les ha dicho y mostrado. 
Cada vez que hay práctica, el aprendizaje continúa. 
Incluidos en los hábitos requeridos para el aprendizaje se pueden encontrar recordatorios, revisiones y resúmenes, también simulacros y aplicaciones reales. 
El profesor debe repetir los elementos importantes de la lección en intervalos razonables, y proporcionar oportunidades para que los estudiantes practiquen asegurando que este proceso sea dirigido hacia un objetivo.
Pero en muchos casos, no hay necesidad de practicar regularmente si la habilidad ya fue adquirida. 
Por ejemplo una vez hemos aprendido a montar bicicleta, no olvidaremos el conocimiento o la habilidad incluso si no estamos ejercitándolo por un tiempo prolongado.

## Principio del Efecto
El principio de efecto es basado en la reacción emocional del estudiante. Tiene una relación directa con la motivación. 
El principio de efecto dicta que el aprendizaje se facilita cuando es acompañado por un sentimiento agradable o de satisfacción, y que el aprendizaje se complica cuando es asociado con un sentimiento desagradable. 
El estudiante buscará siempre continuar haciendo lo que le proporcione un efecto agradable para continuar el aprendizaje.
El refuerzo positivo es el más apto para dirigir al estudiante hacia el éxito y motivarlo, así que el profesor tiene que reconocer y elogiar el progreso. 
Sin importar cuál sea la situación de aprendizaje,  ésta debería contener elementos que afecten a los estudiantes de manera positiva y que garanticen un sentimiento de satisfacción. 
Por lo tanto, los profesores deberían ser prudentes acerca de utilizar el castigo en el aula.
Entre las obligaciones importantes de un profesor encontramos adecuar la situación de aprendizaje de tal manera que cada estudiante sea capaz de ver evidencia de su progreso y conseguir algún grado de triunfo. Las experiencias que generen sentimientos de derrota,  frustración, rabia, confusión, o futilidad resultan desagradables para el estudiante. 
Si por ejemplo, un profesor intenta enseñar conceptos avanzados en el encuentro inicial, el estudiante probablemente se sienta inferior y se frustre. 
Revelar a los estudiantes la idea de que una lección por aprender pueda ser difícil puede complicar el trabajo del profesor. Por lo general es mejor decirle a los estudiantes que una lección o actividad, a pesar de ser un reto, se encuentra dentro de su capacidad para entenderla o realizarla. Cada experiencia de aprendizaje no tiene que ser completamente exitosa, tampoco tiene el estudiante que dominar cada lección completamente.
Aun así, cada experiencia de aprendizaje debería contener elementos que al menos dejen al estudiante con unos pocos buenos sentimientos. 
Las probabilidades de éxito de un estudiante sin duda alguna aumentan si la experiencia de aprendizaje es agradable.

## Principio de la Primacía
Primacía, el estado de ser primero (inicial), a menudo crea una fuerte, casi inamovible, impresión.
Las cosas aprendidas primero crean una impresión fuerte en la mente que es difícil de borrar.
Para el profesor, esto significa que lo enseñado tiene que ser lo correcto desde el principio. Para el estudiante,  significa que el aprendizaje tiene que ser correcto. “Des-enseñar” primeras impresiones de carácter incorrecto es más difícil que enseñarlas bien en el primer intento. 
Si, por ejemplo, un estudiante aprende una técnica defectuosa, el profesor tendrá una tarea difícil corrigiendo hábitos malos y “re-enseñando” hábitos correctos.
La primera experiencia del estudiante debería ser positiva y funcional, así como también debería poner la fundación para todo aquello a seguir. 
Lo que el estudiante aprenda tiene que ser procedimental-mente correcto y tiene que ser aplicado en el mismo primer encuentro. El profesor tiene que presentar la lección en un orden lógico, paso a paso, asegurándose que los estudiantes hayan aprendido el paso precedente. Si la lección es aprendida en aislamiento, no es inicialmente aplicada al rendimiento general, o si tiene que ser re-aprendida, el proceso puede ser confuso y consumir más tiempo del necesario. Preparar y seguir un plan de lección facilita la entrega de ésta correctamente en el primer intento.

## Principio de lo Reciente
El principio de recencia dicta que las cosas más recientemente aprendidas son más memorables. Por el contrario, entre mayor sea el tiempo en que un estudiante esté alejado de un nuevo concepto o aprendizaje, será más difícil recordarlo. Por ejemplo,  es fácil de recordar un número telefónico marcado hace unos cuantos minutos, pero por lo general resulta imposible de recordar un número nuevo marcado la anterior semana. Entre más se aproxime el momento de la lección al momento de aplicarla por necesidad, será mejor el rendimiento del estudiante.
La última información adquirida generalmente es más memorable; la revisión frecuente y los resúmenes ayudan a fijar en la mente el material cubierto. 
Los instructores reconocen el principio de recencia cuando cuidadosamente planean un resumen para una lección o situación de aprendizaje. El instructor repite, reafirma, o re-enfatiza puntos importantes al final de una lección para ayudar al estudiante a recordarlos.
El principio de recencia a menudo determina la secuencia de las clases dentro de un curso de instrucción.

## Principio de la Intensidad
Entre más intenso sea el material enseñado, mayor probabilidad tiene éste de ser retenido. 
Una experiencia nítida, clara, vívida, dramática, o apasionante enseña más que una experiencia rutinaria o aburrida. El principio de intensidad implica que un estudiante aprenderá más de algo real que de un sustituto. Por ejemplo, un estudiante puede llegar a obtener más comprensión y apreciación por mirar una película que por leer el guion. Así mismo, un estudiante tiende a obtener un mayor entendimiento de las lecciones realizando actividades, más que con mera lectura. Entre el aprendizaje sea más dramático y aproximado a una situación real, más marcado será este en el estudiante. Las aplicaciones de vida real que integren procedimientos y tareas que el estudiante sea capaz de aprender marcarán una impresión vívida de estas.
En contraste a la instrucción práctica, el aula impone limitaciones en el realismo de las lecciones. Un profesor debe entonces utilizar la imaginación para acercarse a la realidad tanto como sea posible. Las lecciones de aula pueden beneficiarse de una gran variedad de ayudas instruccionales para generar realismo, motivar a aprender y retar a los estudiantes. Los profesores deberían enfatizar puntos importantes de la instrucción con gestos, representaciones y con la voz. Las exposiciones, parodias, y juegos de roles aumentan considerablemente la experiencia de aprendizaje de los estudiantes. Los ejemplos, las analogías, y las experiencias personales también ayudan al aprendizaje a cobrar vida. Los profesores deberían hacer uso total de los sentidos (oído, vista, tacto, gusto, olor, equilibrio, ritmo, percepción de profundidad, y otros).

## Principio de la Libertad
El principio de libertad declara que las cosas que son estudiadas libremente se asimilan mejor. Por el contrario, entre más sea un estudiante obligado, más difícil será aprender, asimilar e implementar lo estudiado. La compulsión y la coerción van en contra del crecimiento personal. Entre más grande sea la libertad disfrutada por un individuo dentro de una sociedad, mayor será el avance intelectual y moral percibido por la sociedad como un todo.
Todos los estudiantes deben tener libertad: libertad de elección, libertad de acción, libertad para asumir las consecuencias de actuar—estos son las tres grandes libertades que constituyen la responsabilidad personal. Si ninguna libertad es concedida, los estudiantes tendrán poco interés en aprender.

## Principio de Requisito
El principio de requisito declara que " tenemos que tener algo para obtener o hacer algo." Puede ser una capacidad, habilidad, instrumento o cualquier cosa que nos pueda ayudar a aprender u obtener algo. Un punto de partida o raíz es necesario; por ejemplo, si se quiere dibujar una persona, se necesita tener los materiales para dibujar, así como saber cómo dibujar un punto, una línea, una figura y así sucesivamente hasta lograr el objetivo, el cual es dibujar una persona.

## Las Leyes del Aprendizaje Aplicadas a Juegos Didácticos
Los principios del aprendizaje han sido presentados como una explicación de porqué los juegos didácticos (el uso de juegos para presentar lecciones, mejorar la comprensión, o incrementar la retención) puede mostrar tales resultados increíbles. En particular, los principios del aprendizaje presentan condiciones muy similares a un número de técnicas de diseño utilizadas en juegos. Los juegos utilizan la técnica de Flujo, en la cual se aprovecha "el estado en que las personas se involucran tanto en una actividad que nada más parece importar; la experiencia en sí es tan agradable que las personas lo hacen incluso a un gran costo, sólo por el mero hecho de hacerlo." (Mihály Csíkszentmihályi) El objetivo primario de la técnica de flujo en los juegos es crear experiencias intrínsecamente motivantes, lo cual es una parte del principio de disposición. 
Los juegos utilizan muchas otras técnicas vinculadas a los principios de aprendizaje. Utilizan la práctica para prolongar la jugabilidad, lo cual es parte del principio de ejercicio. Los diseñadores de juegos también colocan un énfasis fuerte en la retro-alimentación, la cual va con la práctica como parte del ejercicio. Los juegos utilizan la técnica de simplicidad para reducir distracciones, equilibrar la dificultad con la habilidad, y correlacionar las acciones con una retroalimentación correctiva. Esto causa un impacto en el flujo y la motivación aumentando los sentimientos positivos hacia la actividad, lo que nos remonta a los principios de ejercicio, disposición, y efecto. Los juegos utilizan la inmersión y la dedicación como medios para crear experiencias irresistibles para los jugadores, lo cual es parte del principio de intensidad. Finalmente, parte del atractivo principal de los juegos es que son divertidos. A pesar de que el término divertido es difícil de definir,  es claro que están implicados sentimientos como dedicación, satisfacción, placer, y gozo los cuales son parte del principio de efecto.

## Anexos
---Fuchs, Alfred H. & Katharine S. Milar (2003). "Psychology as a Science" (PDF). In Weiner, Irving & Donald K. Freedheim. Handbook of Psychology. New York: Wiley. ISBN 0-471-38320-1. -
- Datos: Q951350